# Ranger 9
Ranger 9 was een Amerikaanse onbemande ruimtemissie naar de maan uit de jaren 60 van de twintigste eeuw. Het doel van deze missie was de maanbodem te onderzoeken ten behoeve van het aankomende Apollo-project door middel van close-up foto's van het maanoppervlak.

## Lancering
Ranger 9 werd gelanceerd op 21 maart 1965 met een Atlas-Agena draagraket vanaf Cape Canaveral. Deze maanverkenner woog 366 kg.

## Technische uitrusting
Net als Ranger 7 en 8 beschikte Ranger 9 over een camerablok bestaande uit zes camera's. Twee overzichtscamera's (één met groothoeklens en de ander met een kleinere hoek); daarnaast vier kleinere camera's die van een kleiner oppervlak opnames maakten, waarvan twee met een grotere en twee met een kleinere hoek. Iedere camera beschikte over individuele voeding, tijdklokken en zenders om de betrouwbaarheid en kansen op goede maanbeelden te vergroten. NASA had de communicatieapparatuur aangepast, waardoor het grote publiek de laatste fase van de missie live op tv kon volgen. Dit was immers de laatste vlucht van het Ranger programma. Verder droeg Ranger 9 geen wetenschappelijke instrumenten.

## Vluchtprofiel

Schema van Ranger 9

Nadat de Atlasraket was uitgebrand en afgeworpen bracht de Agena deze maansonde in een parkeerbaan op 185 km hoogte bij een snelheid van 28960 km/u. Daarna ontbrandde de Agena nogmaals en bracht de robotverkenner op een koers naar de maan. De sonde kwam in een vluchtcorridor met een doorsnede van 16 km. De afwijking op de berekende invliegsnelheid was minder dan 26 km/u. Vervolgens corrigeerde de vluchtleiding de koers zodat Ranger 9 recht op de maan afvloog in plaats van er langs of omheen. Wanneer het toestel ongeveer halfweg was, volgde een koerscorrectie om de aanvankelijke afwijkingen in koers en snelheid aan te passen.

## Nadering en inslag

Ranger 9 opnames, net voor de inslag

Op 24 maart 1965 naderde Ranger 9, inmiddels op ramkoers, de maan. Na een laatste koerscorrectie (zodat zijn camera's een beter beeld gaven) had de gedoemde robot nog slechts 20 minuten om de missie te volbrengen. De verkenner warmde een minuut zijn camera's op, waarna de opnames startten. Om 13:49 uur UTC, op een hoogte van 2363 km van de maan, zonden deze de eerste foto over naar de Aarde. Het doelwit van deze missie was het inwendige van de krater Alphonsus, waarin wetenschappers vreemde verschijnselen hadden waargenomen, zoals kleur- en lichtvariaties, wat eventueel op vulkanisme kon wijzen. Dit bleek naderhand echter niet het geval te zijn. Gedurende 19 minuten zette de robot zijn reis naar de ondergang voort en seinde in die korte tijd 5814 opnames naar de Aarde. De grote tv-maatschappijen zonden sommige beelden live uit. Om 14:08 uur UTC, na een vlucht van 64½ uur, vond Ranger 9 zijn einde en sloeg in Alphonsus te pletter op een positie van 2°24'W en 12°48'Z, op amper 5 km van het oorspronkelijke doelgebied. met een snelheid van 2,67 km/sec. Op het laatst ontvangen beeld waren details van 30 cm zichtbaar.

## Lunar Reconnaissance Orbiter
De exacte locatie van de inslagplaats van Ranger 9 kan gevonden worden door middel van de online ACT-REACT Quick Map, samengesteld aan de hand van de Narrow Angle Camera hogeresolutiefoto's afkomstig van de Lunar Reconnaissance Orbiter (LRO). De coördinaten van het kunstmatige inslagkratertje dat veroorzaakt werd door de inslag van Ranger 9 zijn: LATITUDE -12.82834, LONGITUDE -2.38739.

## Conclusies
Wetenschappers waren het er over eens dat vooral de vlakkere gebieden op de maan een opmerkelijke gelijkenis vertoonden met vulkanische gebieden op Aarde. Zij achtten het daarom zeer wenselijk, dat toekomstige Apollo-astronauten hierin onderricht kregen. Naast talloze inslagkraters bezat de maan tevens veel drainagekraters, ontstaan door ondergronds wegstromen van vulkanisch materiaal. Een ander heugelijk feit was dat men concludeerde, dat de draagkracht van de maanbodem minstens 1 kg/cm² bedroeg. Dit betekende, dat de maanbodem stevig genoeg was om de maanlander te dragen en astronauten vrij rond konden lopen.
Ranger 1 · Ranger 2 · Ranger 3 · Ranger 4 · Ranger 5 · Ranger 6 · Ranger 7 · Ranger 8 · Ranger 9